# Graciela Stéfani
Graciela Noel Stéfani (Buenos Aires, 12 de mayo de 1963) es una actriz, autora, directora, cantante y docente de teatro argentina.

## Biografía
Desde muy chica, incursionó en el teatro y la música, así como también en la danza. Sus grandes maestros fueron Agustín Alezzo, Lito Cruz, Noemí Coelho y Rodolfo Vals, pasando también por el Conservatorio Nacional. Su primera aparición pública fue en la pantalla grande en 1976 en la película Qué es el otoño, Dirigida por David José Kohon. A partir de ese momento no dejó de trabajar.
En 1978 debuta en teatro protagonizando Olvida los tambores de Ana Diosdado. En 1982, empezó en la TV debutando en un programa infantil A lo largo de su extensa carrera se adaptó a todo tipo de personajes, roles y propuestas en miniseries,tiras,unitarios siempre con roles protagónicos. La comedia musical también fue parte de su recorrido protagonizando El Mago de Oz lo que hace de ella una actriz completa habiendo tenido también el honor de participar en un videoclip junto a Luciano Pavarotti.
En 2004 se une al reparto de la tira infantil Floricienta, encabezada por Florencia Bertotti, Juan Gil Navarro y Fabio Di Tomaso. En la misma, interpreta a Maria Laura Torres Oviedo, viuda de Santillán, Malala, durante sus dos temporadas. Su antagónico personaje, era similar al de la madrastra de Cenicienta, quien al enviudar se entera de que su esposo tuvo una hija extramatrimonial, a quien le hará mil y un maldades para evitar reciba su parte de la herencia. 
En 2009 junto a Gerardo Chendo abre las puertas de Stefani-Chendo, Taller de Actuación donde brinda y pone al servicio de los alumnos todos los conocimientos y experiencias vividas a lo largo de su amplia y exitosa carrera. En 2012 codirigió junto a Gerardo Chendo Huicio husto, comedia escrita por Gerardo y protagonizada por los alumnos egresados del taller.
En 2013 estrenó su comedia, Afectados, la cual dirige también junto a Gerardo Chendo, obra que se reestrenó el 21 de marzo de 2014 en el mismo teatro.

## Docencia
Apasionada por su trabajo y la docencia, ha dictado diversos cursos y seminarios. En 2009 abrió su propia escuela: Taller de actuación Graciela STEFANI T.A.G.S; en el barrio de Palermo. Allí dictan talleres y seminarios dedicados al entrenamiento y la formación integral de actores, de todas las edades y niveles.

## Teatro
- Olvida los tambores de Ana Diosdado (1978)
- Todos son sospechosos menos el muerto de Rubén Altamirano (1979)
- Érase una vez Buenos Aires de Jorge Maestro - Dir: Daniel Marcove (1980)
- La noche de los mentirosos de Abel Santa Cruz - Dir: Diana Álvarez (1982)
- Off Corrientes de Campanella y Castets - Dir: Julio Ordano (1982/83)
- Cena de bachilleres de Jorge Grasso (1983)
- El Ombligo Jean Anouilh (1984)
- Extraño juguete de Susana Torres Molina (1986)
- Divas de Pepe Cibrián (1987)
- Gotan de Julio Tahier - Dir: Manuel González Gil (1988)
- Dos señores malcriados de J. Chapman y D. Freeman - Dir: Gianni Lunadei (1989)
- El Mago de Oz - Dir: Manuel González Gil (1989/90)
- El barrio del Ángel Gris de Alejandro Dolina - Dir: Lito Cruz .(T.G.S.M) (1991)
- Diosas en el aire de Irene Ickowiez - Dir: Irene Ickowiez (1992)
- Los tres deseos - Dir: Jorge de Lassaleta ( T.G.S.M) (1992)
- El sabor de los sentidos de Graciela Stefani y Aníbal Silveyra (1993)
- Corte fatal - Dir: Luis Agustoni (1994)
- Teñidos de tango ( T.G.S.M) (1996)
- El violador de Gilberto - Dir: Ernesto Larrese (2000/01)
- Acaloradas dir. Virginia Lombardo (2002/03)
- Acaloradas Gira por España. Dir: Virginia Lombardo - Teatro: Muñoz Seca (2003)
- La jaula de las locas - Dir: Ricky Pashkus (2007/08)
- Algo en común - Dir: Santiago Doria (2009)
- Las d’enfrente Gira nacional con China Zorrilla. De Federico Martens - Dir: Santiago Doria (2010/11)
- Ese no es el problema de Marcelo Birmajer - Dir: Virginia Lombardo (2012/13)
- Chau papá de Alberto Adellach - Adaptación: Andrés Binetti - Dir: Manuel Vicente (2013/2014)
- Yiya, el musical de Ricky Pashkus. (2016).
- Salvajes de Héctor Díaz. (2018-presente).
- Fuera de línea de Agustín Aguirre (2020)[2]

### Dirección teatral
- Afectados de Graciela Stefani
- Huicio Husto de Gerardo Chendo
- El musical de Graciela Stefani
- Mujeres al borde de un ataque de nervios adaptación: Graciela Stefani
- Tócala de Nuevo Sam de Woody Allen
- La cantante calva de Ionesco
- La gata sobre el tejado de zinc caliente de Tennessee Williams
- Cañadón de Ramiro Agüero

## Filmografía
| Año  | Película                  | Papel    | Director          |
| ---- | ------------------------- | -------- | ----------------- |
| 1976 | ¿Qué es el otoño?         | Paula    | David José Kohon  |
| 1977 | Las locas                 | Elena    | Enrique Carreras  |
| 1977 | El soltero                | Marina   | Carlos Borcosque  |
| 2003 | La reja                   | Cristina | Eduardo Spagnuolo |
| 2007 | Terapia alternativa       | Alicia   | Rodolfo Durán     |
| 2010 | El agua del fin del mundo | Hilda    | Paula Siero       |

## Televisión
| Año       | Título                     | Personaje                          | Notas                         | Canal      |
| --------- | -------------------------- | ---------------------------------- | ----------------------------- | ---------- |
| 1980-1981 | Hilda                      | Leopoldina Montenegro              | Antagonista                   | ATC        |
| 1983      | Nosotros y los miedos      | Julia                              | Episodio: "Miedo a la muerte" | Canal 9    |
| 1983      | Cara a cara                | Graciela                           | Elenco secundario             | Canal 9    |
| 1984      | Yolanda Luján              | Maribel                            | Elenco secundario             | ATC        |
| 1984      | Lucía Bonelli              | Dora                               | Elenco secundario             | Canal 11   |
| 1985      | Marina de noche            | Fernanda                           | Recurrente                    | Canal 13   |
| 1985      | Capricho                   | Nora Ramos                         | Antagonista                   | ATC        |
| 1986      | El vidente                 | Mónica                             | Antagonista                   | Canal 9    |
| 1986      | Mujer comprada             | Susa                               | Elenco principal              | Telefe     |
| 1990      | Amigos son los amigos      | Andrea                             | Participación                 | Telefe     |
| 1990      | Estado civil               | Paula                              | Elenco secundario             | Canal 13   |
| 1990-1991 | Detective de pareja        | Pilar                              | Elenco secundario             | Canal 13   |
| 1991      | Chiquilina mía             | Catalina                           | Elenco secundario             | Canal 9    |
| 1991      | El oro y el barro          | Karina                             | Antagonista                   | Canal 9    |
| 1991      | La familia Benvenuto       | Varios personajes                  | Varios episodios              | Telefe     |
| 1991-1992 | La Banda del Golden Rocket | Paula                              | Recurrente                    | Canal 13   |
| 1992      | El precio del poder        | Emilia                             | Participación                 | Canal 9    |
| 1992      | Alta comedia               | Varios personajes                  | Varios episodios              | Canal 9    |
| 1993      | Gerente de familia         | Valeria Marcos                     | Elenco secundario             | Canal 13   |
| 1993      | Zona de riesgo             | Varios personajes                  | Varios episodios              | Canal 13   |
| 1996      | Montaña rusa, otra vuelta  | Mary                               | Recurrente                    | Canal 13   |
| 1997      | Señoras y señores          | Raquel Villanueva                  | Elenco secundario             | Canal 13   |
| 1997      | Archivo negro              | Victoria                           | Elenco secundario             | Canal 13   |
| 1998      | Gasoleros                  | Esposa de Martín                   | Participación                 | Canal 13   |
| 1998      | Casa natal                 | María Paz "Maripaz"                | Participación                 | Canal 13   |
| 1998      | Chiquititas                | Gloria                             | Antagonista                   | Telefe     |
| 1999      | Libre-mente                | Sofía                              | Elenco principal              | América TV |
| 2000      | Por ese palpitar           | Julia                              | Participación                 | América TV |
| 2001-2002 | El sodero de mi vida       | Ines                               | Elenco principal              | Canal 13   |
| 2002      | Rebelde Way                | Gabriela Miranda                   | Participación                 | Canal 9    |
| 2003      | Malandras                  | Ines                               | Participación                 | Canal 9    |
| 2003      | Soy gitano                 | María Julia "La gavilana" Gavilán  | Participación                 | Canal 13   |
| 2004-2005 | Floricienta                | María Laura "Malala" Torres Oviedo | Antagonista                   | Canal 13   |
| 2006      | La ley del amor            | Elena Guerrico Pinedo              | Antagonista                   | Telefe     |
| 2006      | Los ex                     |                                    | Telenovela cancelada          | Telefe     |
| 2006      | Amas de casas              | Sandra                             | Participación                 | Canal 13   |
| 2007      | Casi ángeles               | María Laura "Malala" Torres Oviedo | Antagonista                   | Telefe     |
| 2008      | Una de dos                 | Barbara                            | Antagonista                   | Telefe     |
| 2008      | Don Juan y su bella dama   | Yoli Correa                        | Recurrente                    | Telefe     |
| 2010      | Yo soy virgen              | Clienta                            | Participación                 | Web        |
| 2011      | El hombre de tu vida       | Eva                                | Episodio 10, Temporada 1      | Telefe     |
| 2011      | El paraíso                 | Norma                              | Elenco principal              | TV Pública |
| 2012      | Amores de historia         | Madre de Delia                     | Episodio: "Jorge y Delia"     | Canal 9    |
| 2012      | Mi amor, mi amor           | Viviana Bonicatto                  | Elenco secundario             | Telefe     |
| 2013-2014 | Esa mujer                  | Delfina López Zambrano             | Elenco secundario             | TV Pública |
| 2014-2015 | Noche & Dia                | Patricia Pico                      | Participación                 | El trece   |
| 2020      | Tunel vision               | Brea                               | Elenco principal              | TNT        |
| 2024      | Margarita                  | María Laura "Malala" Torres Oviedo | Elenco principal              | Max        |

### Publicidades
- Deutsche Bank